# Judith Godrèche
Judith Godrèche (geboren als Judith Goldreich op 23 maart 1972 in Parijs) is een Frans actrice.

## Carrière
Godrèche begon haar carrière als model; ze deed modellenwerk voor een Japanse chocoladefabriek en voor tienermagazines.
Ze maakte haar filmdebuut in L'été prochain (1985). Haar eerste grote rol speelde ze op 14-jarige leeftijd in de film Les Mendiants (1987). Godrèche is beroemd geworden in 1989 door haar rol als Juliette in La Fille de 15 ans (1989). In 1990 werd ze genomineerd voor een César. Ze werd pas in 1996 bekend in de Verenigde Staten van Amerika.
Godrèche is een van de vrouwen die in 2017 verklaarden dat ze seksueel waren lastiggevallen door filmproducent Harvey Weinstein.
In februari 2024 diende Godrèche bij de politie een klacht in tegen de regisseurs Jacques Doillon en Benoît Jacquot wegens aanranding en 'kindermisbruik' in de jaren 1980 toen ze minderjarig was. Tijdens de 49ste Césaruitreiking op 23 februari 2024 hield Godrèche een toespraak over seksueel geweld en ging ze in op de omertà van Frankrijk rond #MeToo. Ze kreeg een staande ovatie.

## Filmografie
- The Overnight (2015) – Charlotte
- Stoker (2013) – Doctor Jacquin
- The Art of Love (2011) – Amélie
- Potiche (2010) – Joëlle
- Fais-moi plaisir! (2009) – Elisabeth
- Home Sweet Home (2008) – Claire
- J'veux pas que tu t'en ailles (2007) – Carla
- Human Bomb (2006)
- Papa (2004) – Maman
- Tout pour plaire (2004) – Marie
- Tu vas rire mais je te quitte (2004) – Elise Vérone
- Quicksand (2003) – Lela Forin
- France Boutique (2002) – Estelle
- Parlez-moi d'amour (2002) – Justine
- L'Auberge espagnole (2002) – Anne-Sophie
- Entropy (1999) – Stella
- Bimboland (1998) – Cécile Bussy
- The Man in the Iron Mask (1998) – Christine Bellefort
- Le Rouge et le Noir (1997) – Mathilde de La Mole
- Ridicule (1995) – Mathilde
- Beaumarchais, l'insolent (1995) – Marie Antoinette
- L'Aube à l'envers (1995)
- Grande petite (1994) – Bénédicte
- Une nouvelle vie (1993) – Lise
- Tango (1993) – Madeleine
- Emma Zunz (1992 TV) – Emma Zunz
- Paris s'éveille (1991) – Louise
- Ferdydurke (1991) – Zoo
- La Désenchantée (1990) – Beth
- La Fille de 15 ans (1989) – Juliette
- Sons (1989) – Florence Jr
- Un été d'orages (1988) – Laurence
- La Méridienne (1988) – Stéphanie
- Les Saisons du plaisir (1987) – Ophélie
- Les Mendiants (1987) – Catherine
- L'été prochain (1985) – Nickie

- Bibsys: 7015202
- Biblioteca Nacional de España: XX1632199
- Bibliothèque nationale de France: cb12458465s (data)
- Catàleg d'autoritats de noms i títols de Catalunya: 981060950568906706
- Gemeinsame Normdatei: 129978604
- International Standard Name Identifier: 0000 0000 6306 7158
- Library of Congress Control Number: n95095940
- MusicBrainz: 392768a8-b17a-4c72-8214-1fdb045f5ce3
- Nationale Bibliotheek van Tsjechië: xx0176279
- Nationale Bibliotheek van Israël: 987007377161805171
- Nationale Bibliotheek van Polen: a0000001845209
- Nederlandse Thesaurus van Auteursnamen: 140600744
- Réseau des bibliothèques de Suisse occidentale: 02-A003303795
- Système universitaire de documentation: 033748594
- Virtual International Authority File: 19775209
- WorldCat: E39PBJwMwTcF876X8kvyRQ8KVC